# Langhagen
Langhagen – dzielnica gminy Lalendorf w Niemczech, w kraju związkowym Meklemburgia-Pomorze Przednie, w powiecie Rostock, w związku gmin Krakow am See. Do 24 maja 2014 samodzielna gmina.